# Конецький Віктор Вікторович
Віктор Вікторович Конецький (рос. Ви́ктор Ви́кторович Коне́цкий; 6 червня 1929, Ленінград, РРФСР — 30 березня 2002, Санкт-Петербург, Росія) — радянський і російський письменник, кіносценарист, капітан далекого плавання.
Автор понад п'ятдесяти літературних творів, співавтор сценаріїв популярних фільмів «Смугастий рейс» (1961), «Шлях до причалу» (1962), «Тридцять три» (1965).
З травня 1964 літературну діяльність поєднував з роботою в морському флоті. Пройшов шлях від четвертого помічника капітана до капітана далекого плавання. Захоплювався живописом.